# Nāsriganj
Nāsriganj är en ort i Indien.   Den ligger i distriktet Rohtās och delstaten Bihar, i den nordöstra delen av landet, 800 km sydost om huvudstaden New Delhi. Nāsriganj ligger 102 meter över havet och antalet invånare är 23 286.
Terrängen runt Nāsriganj är mycket platt. Runt Nāsriganj är det mycket tätbefolkat, med 2 028 invånare per kvadratkilometer. Närmaste större samhälle är Bikramganj, 19,2 km norr om Nāsriganj. Trakten runt Nāsriganj består till största delen av jordbruksmark.